# Linnebäck
Linnebäck är en småort i Karlskoga kommun, belägen strax norr om Stråbergsmyren och europavägen E18, liksom söder om sjön Alkvettern. Småorten är omgiven av agrarlandskap och har historiskt sett präglats av bergshanteringen.

## Historik

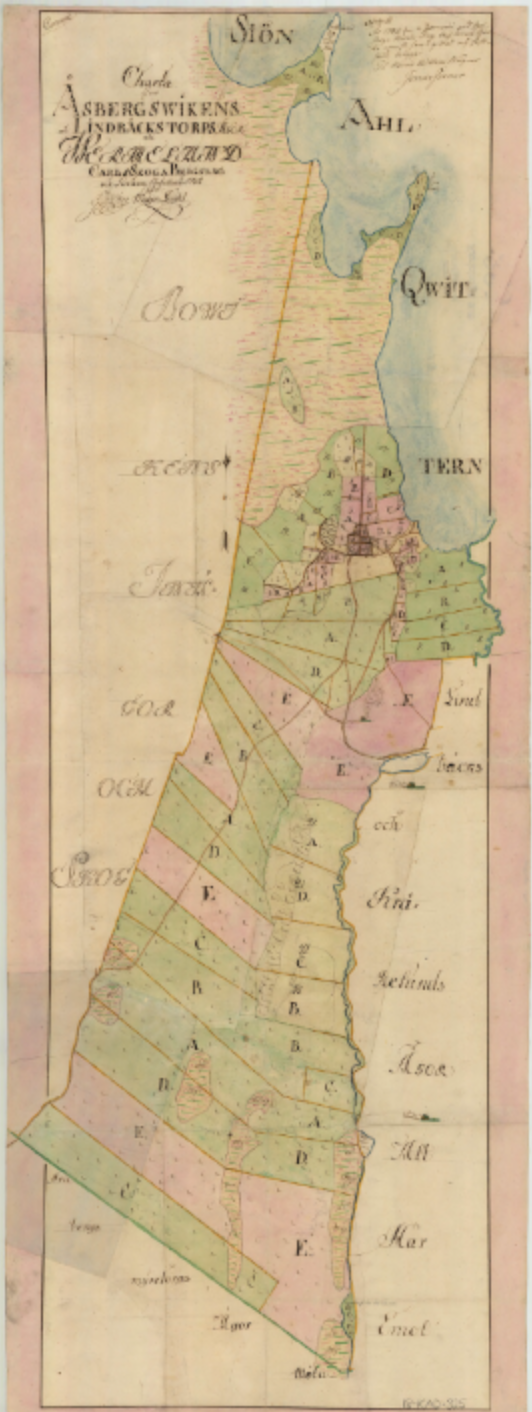
Åsbergsviken och Linnebäcks ägor år 1784 av Magnus Dahl.

I Linnebäck låg tidigare Linnebäcks hytta som byggdes år 1655 och blev privilegierad 1659. Hyttan tillhandahöll tacktjärnsblåsningen för Björneborgs bruk. Hyttan ödelades på 1860-talet.
Linnebäck ingick i Linnebäcks skolområde, vilket omfattade en fast småskola, en folkskola och en fortsättningsskola. Av de nämnda är samtliga nedlagda.
Under 1900-talet och in på 2000-talet bedrevs låg- och mellanstadieundervisning i Linnebäck. Numera bedrivs endast förskoleverksamhet genom det fristående familjedaghemmet Knattehuset.

### Befolkningsutveckling
| Befolkningsutvecklingen i Linnebäck 1990–2023 | Befolkningsutvecklingen i Linnebäck 1990–2023 | Befolkningsutvecklingen i Linnebäck 1990–2023 | Befolkningsutvecklingen i Linnebäck 1990–2023 | Befolkningsutvecklingen i Linnebäck 1990–2023 |
| --------------------------------------------- | --------------------------------------------- | --------------------------------------------- | --------------------------------------------- | --------------------------------------------- |
|                                               |                                               |                                               |                                               |                                               |
| År                                            |                                               |                                               | Folkmängd                                     | Areal (ha)                                    |
| 1990                                          | 1990                                          |                                               | 138                                           | 33                                            |
| 2005                                          | 2005                                          |                                               | 150                                           | 33                                            |
| 2010                                          | 2010                                          |                                               | 135                                           | 39                                            |
| 2015                                          | 2015                                          |                                               | 136                                           | 39                                            |
| 2020                                          | 2020                                          |                                               | 136                                           |                                               |
| 2023                                          | 2023                                          |                                               | 123                                           |                                               |
|                                               |                                               |                                               |                                               |                                               |

## Näringsliv
Linnebäck har trots sin ringa storlek ett näringsliv. Här märks näringslivsaktörerna byggvaruhuset Nords, och Linnebäcks åkeri.
Tidigare fanns här även en poststation som var verksam under perioden 1 april 1897–31 december 1966, liksom en konsumbutik som år 1915 etablerades av Konsumentföreningen i Karlskoga. Ett vandrarhem fanns även här tidigare.

## Kultur och föreningsliv
I Linnebäck finns en bygdegård som årligen arrangerar ett flertal tillställningar.
I februari 2021 lanserade det svenska möbelföretaget Ikea en så kallad loungestol med namnet Linnebäck namngivet efter småorten med samma namn.
Linnebäck hyste tidigare även ett fotbollslag, Linnebäcks IF. Laget spelade sina hemmamatcher på Linnebäcks Idrottsplats som numera är upplåten till brukshundsklubben. Sedan år 2006 är Granbergsdals IF och Linnebäcks IF fusionerade.